# سینمای آمریکای شمالی
سینمای آمریکای شمالی (انگلیسی: North American cinema) سینمای آمریکای شمالی عموماً به صنعت  سینمای آمریکا و کانادا گفته می‌شود. این نام گذاری بیشتر از آن‌ که جغرافیایی باشد فرهنگی است.  صنعت فیلم مکزیک و کوبا معمولاً جزء سینمای آمریکای لاتین شمرده می‌شوند. 